# Franciszek Ruśkiewicz
Franciszek Ruśkiewicz (ur. 1819 w Warszawie, zm. 1883 tamże) – urzędnik Banku Polskiego w Warszawie, malarz samouk, pejzażysta. 
Około 1840 uczył się w prywatnej szkole malarstwa i rysunku Aleksandra Kokulara w Warszawie, ale generalnie był samoukiem. Malował głównie pejzaże, które tworzył podróżując po ziemiach Rzeczypospolitej pod zaborami – odwiedzał okolice Klimontowa, Krakowa, Ojcowa, Sandomierza, jeździł w Pieniny i Tatry. W latach 1855–1867 pokazywał swoje obrazy na wystawach w krakowskim Towarzystwie Przyjaciół Sztuk Pięknych, a w latach 1860–1883 także w warszawskim Towarzystwie Zachęty Sztuk Pięknych. 
Prace Franciszka Ruśkiewicza znajdują się w Muzeum Narodowym w Warszawie, muzeach Narodowym i Historycznym w Krakowie oraz w Muzeum Ziemi Kujawskiej i Dobrzyńskiej we Włocławku.